# Emms Motor
Die Emms Motor Company war ein britischer Automobilhersteller, der 1922–1923 in Coventry (Warwickshire) ansässig war.
Der Emms war ein Leichtfahrzeug mit Vierzylinder-Reihenmotor von Coventry-Simplex. Der Motor war mit 9,8 hp angegeben.

## Quelle
- David Culshaw & Peter Horrobin: The Complete Catalogue of British Cars 1895–1975. Veloce Publ., Dorchester 1997. ISBN 1-874105-93-6.